# 雞肉配薯條

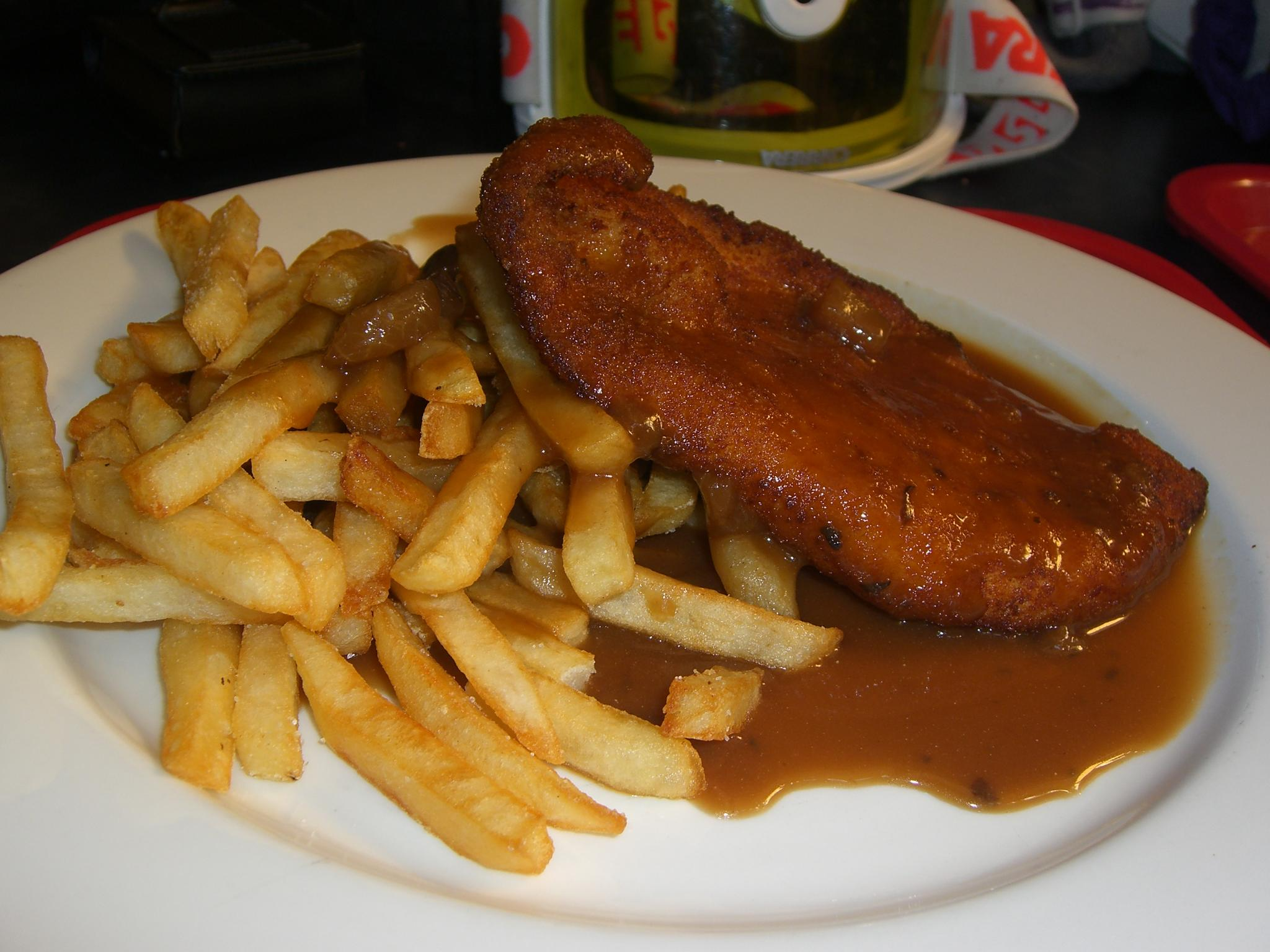

雞肉配薯條（英語：chicken and chips）是英聯邦、美國主要消費的食物搭配。由一塊炸雞或烤雞和薯條組成。基於其物有所值，於英美地區廣受歡迎。
2012 年，雞肉配薯條被添加到英國消費者籃子，用於計算通貨膨脹。

## 另見
- 雞柳
- 魚柳